# Pseudonotocorax mroczkowskii
Pseudonotocorax mroczkowskii is een keversoort uit de familie zwartlijven (Tenebrionidae). De wetenschappelijke naam van de soort is voor het eerst geldig gepubliceerd in 1997 door Dariusz Iwan.